# Vihti
Vihti [ˈvihti] (schwedisch Vichtis) ist eine Gemeinde im Süden Finnlands rund 50 Kilometer nordwestlich der Hauptstadt Helsinki.

## Geografie

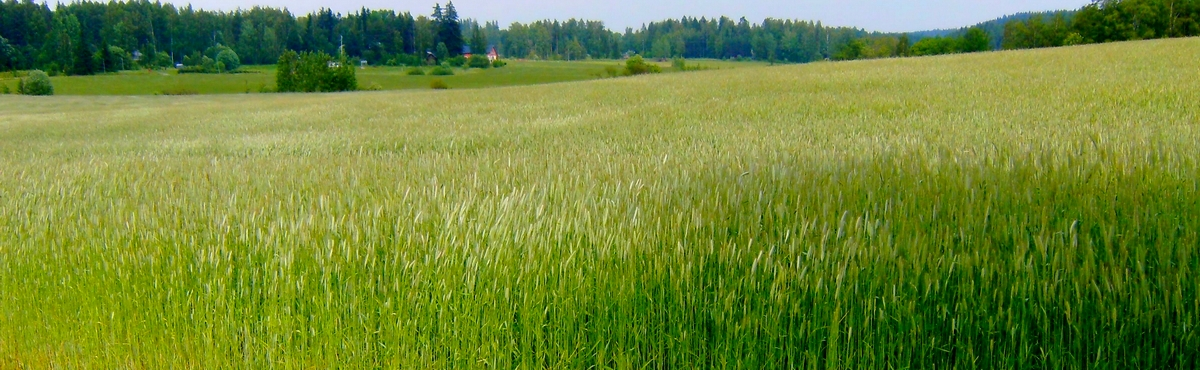
Kornfelder in Vihti

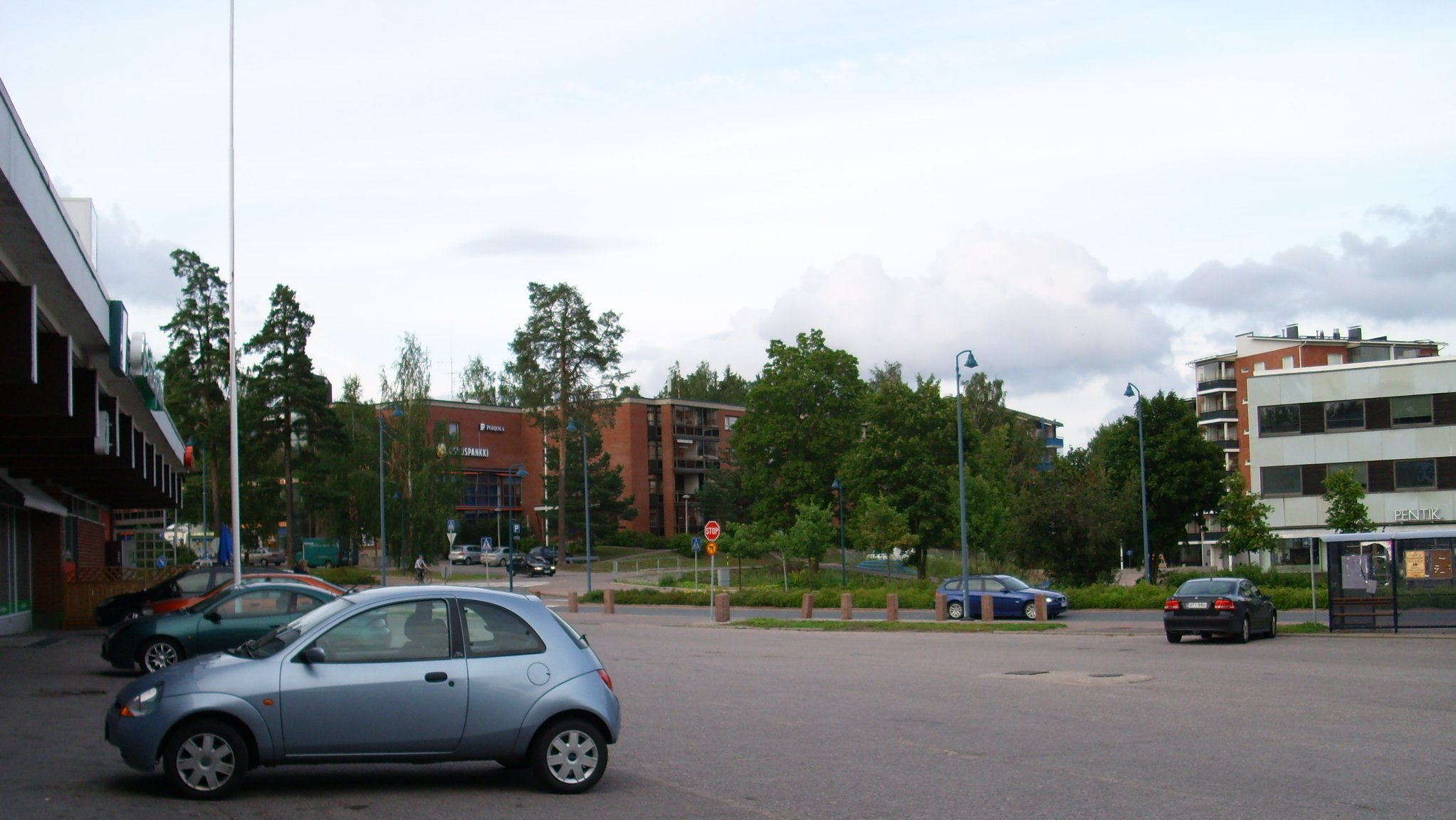
Das Gemeindezentrum Nummela

Vihti liegt im Norden der südfinnischen Landschaft Uusimaa. Nachbarstädte und -gemeinden sind Karkkila und Loppi im Norden, Hyvinkää im Nordosten, Nurmijärvi im Osten, Espoo im Südosten, Kirkkonummi und Siuntio im Süden sowie Lohja im Südwesten. Helsinki liegt 49 Kilometer südöstlich. Vihti gehört zur Region Helsinki und ist eng mit der Hauptstadt verbunden: 19,6 Prozent der erwerbstätigen Bevölkerung arbeiten in Helsinki, weitere 19,7 Prozent in Espoo und Vantaa.
Die Gemeinde Vihti hat eine Fläche von 567,09 km², wovon etwa 8 Prozent aus Binnengewässern besteht. Das Kirchdorf von Vihti liegt am Nordufer des Hiidenvesi-Sees, das Gemeindezentrum Nummela befindet sich zwischen den Seen Hiidenvesi und Enäjärvi. Insgesamt befinden sich im Gemeindegebiet 104 Seen mit einer zusammengezählten Uferlänge von 266 Kilometern. Im Süden hat Vihti Anteil am Nationalpark Nuuksio, einem der wenigen noch relativ naturbelassenen Heide- und Waldgebiete in Uusimaa.
Vihti hat vier Siedlungszentren. Größter Ort und Verwaltungssitz der Gemeinde ist Nummela mit rund 11.400 Einwohnern. Im Kirchdorf Vihti, dem historischen Ortszentrum, leben dagegen nur knapp 3500 Menschen. Weitere Siedlungszentren sind Ojakkala (1300 Einwohner) und Otalampi (600 Einwohner). Die restliche Bevölkerung von etwa 9100 Menschen lebt im übrigen Gemeindegebiet verstreut in den Dörfern:
| - Haimoo - Härkälä - Jokikunta - Oinasjoki - Olkkala - Palajärvi - Siippoo - Tervalampi - Haapkylä - Hulttila - Hynnölä - Härtsilä - Irjala - Jättölä | - Kaharla - Kaukola (Kaukoila) - Kauppila - Kirvelä - Koikkala - Korkaniemi - Korppila - Kourla - Köykkälä - Lahnus - Lahti - Lankila - Leppärlä - Lusila | - Maikkala - Merramäki - Niemenkylä - Niemi - Niuhala - Olkkala - Ollila - Otalampi - Oravala - Pakasela - Pietilä - Pääkslahti - Ruskela - Salmi | - Selki - Suksela - Suontaka - Taipale - Tarttila - Torhola - Tuohilampi - Vanhala - Vanjoki - Vanjärvi - Vihtijärvi - Vähäkylä |

## Geschichte
Das Gebiet des heutigen Vihti war bis ins Mittelalter Waldgebiet ohne sesshafte Bewohnung. Gegen Ende des Mittelalters hatte sich Bevölkerung niedergelassen, die sich bis ins 16. Jahrhundert auf die Ufer der Gewässer konzentrierte. Als Gründungsdatum der Gemeinde gilt das Jahr 1507, in dem der erste bekannte Kirchenherr, Mårthen, eingesetzt wurde. Zuvor hatte Vihti zur Kirchengemeinde Lohja gehört, die erste bekannte urkundliche Erwähnung stammt aus dem Jahr 1433.
Die erste Besiedlung Vihtis bestand aus adeligen Reiterhöfen, also von der Steuer befreiten landwirtschaftlichen Höfen, die im Gegenzug Ritter für das königliche Heer stellten. Bis zum 17. Jahrhundert wurden 44 dieser Höfe gegründet. Im Umfeld der Höfe entstanden kleinbäuerliche Kleinpachthöfe, von denen es am Ende des 18. Jahrhunderts 150 gab. Im Jahr 1749 hatte Vihti 1403 Einwohner. Im Jahr 1861, die Gemeinde war inzwischen auf über 5000 Einwohner gewachsen, wurde die Kapellengemeinde Pyhäjärvi, das heutige Karkkila, im Nordwesten des Gemeindegebietes als eigenständige Kirchengemeinde von Vihti abgetrennt. Nummela, der heute größte Ort der Gemeinde, entstand erst nach der Fertigstellung der Bahnstrecke von Hyvinkää nach Hanko 1873 um den neuen Bahnhof Nummela herum.
Der landesweite Trend zur Förderung der Volksbildung zeigte sich in Vihti erstmals in der Gründung der Gemeindebibliothek 1851. Die erste Volksschule für Jungen wurde 1873 im Dorf Ojakkala eröffnet, die erste Mädchenschule im folgenden Jahr im Kirchdorf. Die Gemeindeverwaltung wurde 1867 nominell von der Kirche getrennt und es entstand die politische Gemeinde Vihti. Der erste Gemeinderat trat jedoch erst 1909 zusammen. Die landwirtschaftliche Struktur der Gemeinde, bisher von Großhöfen geprägt, begann sich nach dem Bürgerkrieg 1918 zu verändern, als die Kleinpachthöfe, inzwischen über 400, sich verselbständigen konnten. Endgültig wurde die Großhöfestruktur nach dem Fortsetzungskrieg ab 1944 aufgelöst, als in Vihti zahlreiche Flüchtlinge aus den abgetretenen Gebieten in Karelien angesiedelt wurden. Im Jahr 1950 hatte Vihti bereits 11.003 Einwohner.

## Politik
In Vihti liegen die drei großen Parteien Finnlands etwa gleichauf. Im derzeitigen Gemeinderat stellt die konservative Nationale Sammlungspartei mit zwölf Sitzen die größte Fraktion, dicht gefolgt von der Zentrumspartei mit zehn und den Sozialdemokraten mit neun Sitzen. Weiterhin im Gemeinderat vertreten sind der Grüne Bund und das Linksbündnis mit jeweils drei Sitzen sowie die rechtspopulistischen Wahren Finnen, die Christdemokraten und das lokale Wahlbündnis „Partei für Vihti“ (Vihdin Puolesta) mit jeweils einem Sitz. Gemeindedirektor von Vihti ist Petri Härkönen.
| Partei                    | Wahlergebnis 2008 | Sitze |
| ------------------------- | ----------------- | ----- |
| Nationale Sammlungspartei | 25,0 %            | 12    |
| Zentrumspartei            | 23,4 %            | 10    |
| Sozialdemokraten          | 21,0 %            | 09    |
| Grüner Bund               | 07,5 %            | 03    |
| Linksbündnis              | 07,1 %            | 03    |
| Wahre Finnen              | 05,2 %            | 02    |
| Christdemokraten          | 05,1 %            | 02    |
| Vihdin Puolesta           | 04,4 %            | 02    |

Das von Gustaf von Numers gestaltete Gemeindewappen wurde 1953 eingeführt und zeigt „im goldenen Schild einen gestürzten blauen Wellensparren, der ein blaues Wasserrad einschließt“. Der Wellensparren steht für den See Hiidenvesi, das Mühlrad für die historische Bedeutung der Sägewerksindustrie in Vihti.
Vihti unterhält Partnerschaften zur norwegischen Kommune Sel, zur schwedischen Stadt Norrtälje, zur Gemeinde Otepää in Estland, zum dänischen Ort Skælskor und zur japanischen Präfektur Fukui.

## Sehenswürdigkeiten

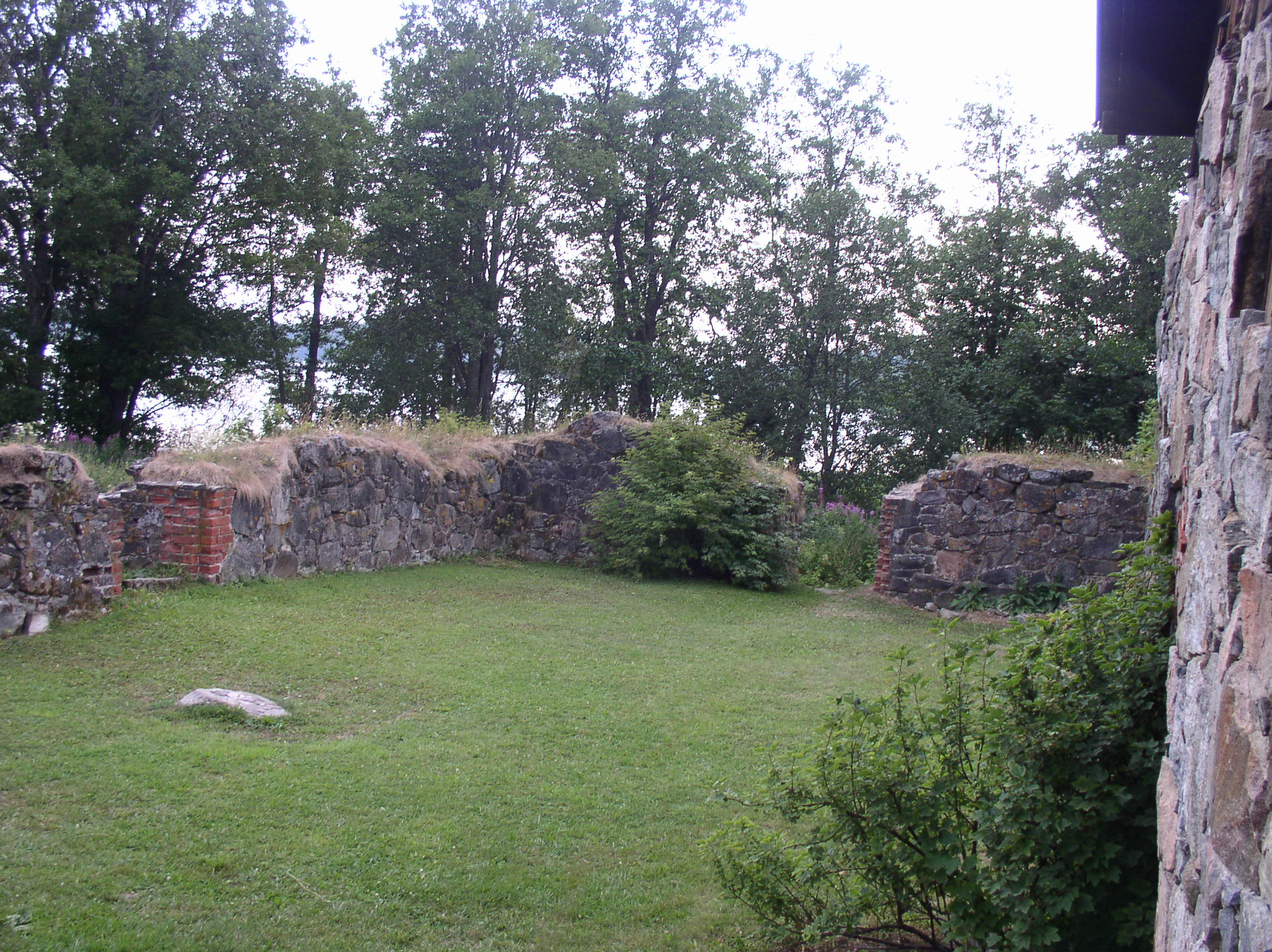
Ruinen der mittelalterlichen Kirche

Die Pfarrkirche von Vihti, eine Kreuzkirche in Ziegelbauweise, fasst rund 600 Menschen und wurde 1772 nach Plänen von Antti Piimänen fertiggestellt. 1818 brannte sie nach einem Blitzeinschlag völlig aus; dabei verbrannte auch das Altarbild Jesus in Gethsemane von Emanuel Thelning, und sogar die Kirchglocken schmolzen. Der Wiederaufbau wurde 1822 nach einem Entwurf des italienischen Architekten Charles Bassi vollendet. In dieser Zeit erhielt die Kirche ihre bis heute prägende neoklassizistische Innenausstattung. 1846 brannte die Kirche nach einem weiteren Blitzschlag erneut; nur durch den Umstand, dass der Altarraum zu dieser Zeit hergerichtet wurde und das Bild in der Pfarrei aufbewahrt wurde, überstand das zweite Altarbild, Jesu Auferstehung von Berndt Godenhjelm, den Brand unbeschadet. 1848, 1928–29 sowie 1982 und 1985 wurde die Kirche renoviert; die Orgel wurde 1990 erneuert.
Neben der Kirche steht die Ruine der alten Kirche der heiligen Birgitta aus dem frühen 16. Jahrhundert. Sie war schon im 17. Jahrhundert baufällig geworden; nachdem die heutige Pfarrkirche geweiht worden war, wurden Holz und Bausteine der alten Kirche verkauft, so dass heute nur noch einige Mauerreste zu sehen sind.
In vielen Dörfern der Gemeinde, insbesondere entlang der alten Fernstraße von Helsinki nach Pori, finden sich zahlreiche gut erhaltene Gutshöfe aus dem 18. und 19. Jahrhundert. Viele dieser Herrenhäuser sind ebenso wie bescheidenere Pachtbauernhäuser, Ökonomiegebäude und Dorfensembles als Kulturlandschaft geschützt. Von besonderem Interesse ist das 1807 von Charles Bassi im frühen Empire-Stil errichtete Gut Vanjärvi.

## Persönlichkeiten
- Perttu Sirviö, Gewinner der ersten finnischen Big-Brother-Staffel 2005
- Merikukka Forsius, Parlamentarierin
- Jani Sievinen (* 1974), Schwimmer
- Esa Sievinen, Sporttrainer
- Anssi Kela (* 1972), Sänger und Komponist
- Markus Selin (* 1960), Filmproduzent
- Veikko Helle (1911–2005), Parlamentarier 1951–1983
- Jari Sillanpää (* 1965), Sänger
- Ulla-Maija Aaltonen (1940–2009), Schriftstellerin
- Pauli Rantanen, Erfinder
- Janne Korpi (* 1986), Snowboarder
- Eeli Tolvanen (* 1999), Eishockeyspieler
- Sami Uotila (* 1976), Skirennfahrer
- Kim Wikström, Eishockeyspieler